# Serralada Transversal
| Pirineus Prepirineus Depressió Central Petits contraforts de la Depressió Central | Serralada Transversal Serralada Prelitoral Serralada Litoral Depressió Litoral, Prelitoral i altres planes costaneres |

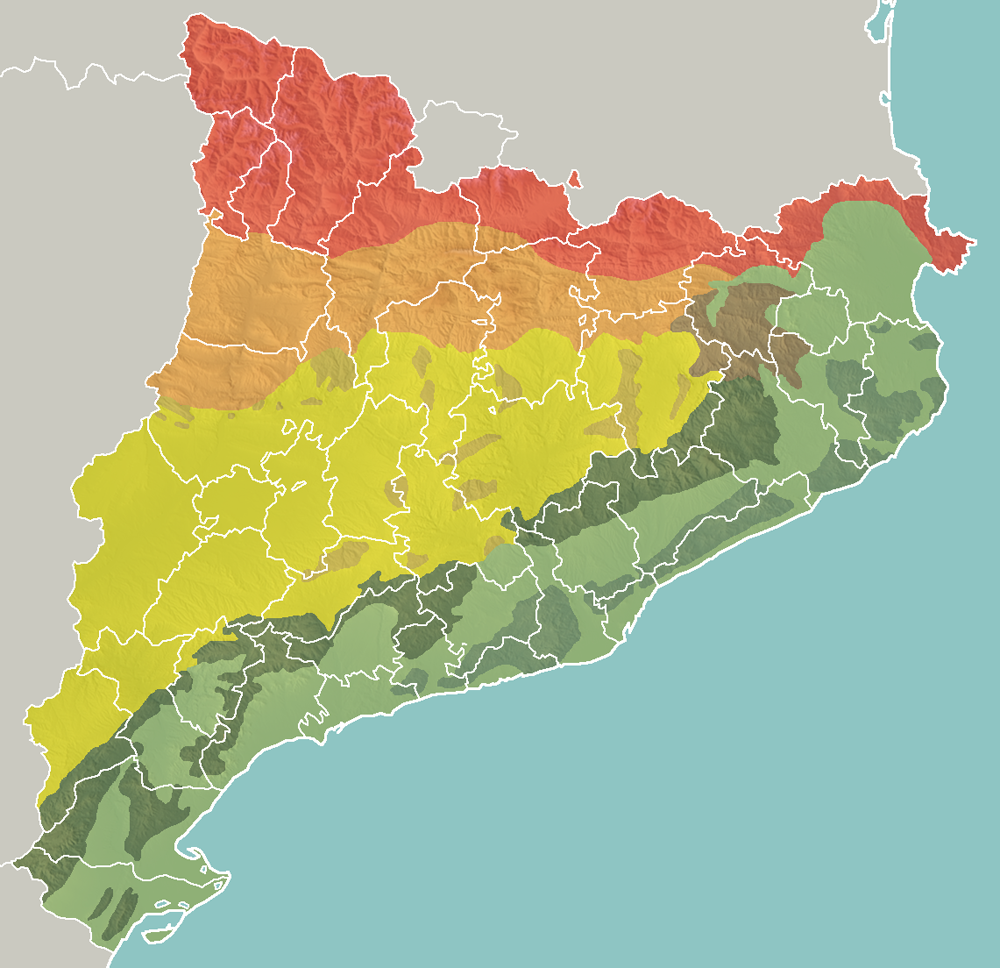
Mapa de les diverses unitats morfoestructurals de Catalunya:

La Serralada Transversal és una unitat de relleu a Catalunya. Es tracta de la formació muntanyenca centrada a la comarca de la Garrotxa, tot i que també comprèn part del nord de la Selva i el Gironès, i part de l'oest del Pla de l'Estany i del nord-est d'Osona. S'estén des del Pirineus catalans fins a les Guilleries (part del nord de la Selva) , on entra en contacte amb la Serralada Prelitoral Catalana. És el punt de confluència entre els Prepirineus catalans, la Serralada Prelitoral i la Depressió Central. Separa d'aquesta manera la Depressió de l'Ebre de la Depressió Prelitoral Catalana.

## Geografia

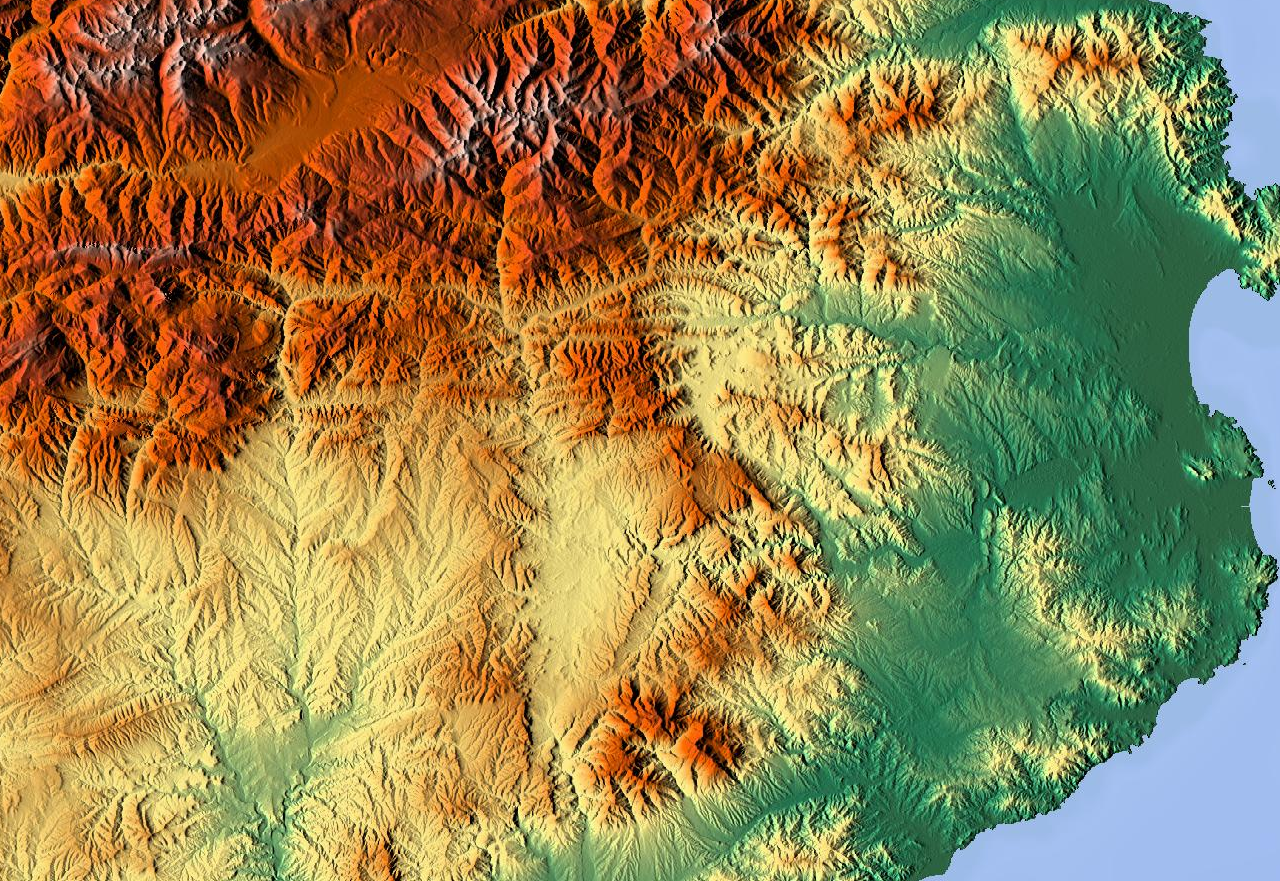
Mapa topogràfic de la Serralada Transversal, al centre, de color vermell. Discorre de nord-oest a sud-est, entre els Prepirineus i la Serralada Prelitoral. A la imatge s'hi aprecia: els Prepirineus catalans, al nord i al nord-oest; la plana de l'Empordà, a l'est; la Selva, al sud-est; el massís de les Guilleries i el massís del Montseny, al sud; la plana de Vic, al sud-oest, i el Lluçanès, a l'oest.

Orientada en sentit nord-oest/sud-est comprèn una sèrie de serres de diverses alçades: serra de la Mare de Déu del Mont, serra de Sant Julià, serra de Finestres, serra de Puig del Moro, el Puigsacalm, etc.
Al nord hi destaca el graben de la Baixa Garrotxa o comarca d'Olot amb restes d'activitat volcànica, amb cons volcànics com els de Santa Margarida i el Croscat, i corrents de lava com la massa basàltica de Castellfollit de la Roca. A l'est hi ha el Collsacabra i les valls de Bianya, Llémena o Bas.
Destaquen els cims del Puigsacalm (1.515 msnm) la Garrotxa, Cabrera (1.312 msnm) la Garrotxa i Osona, Pla d'Aiats (1.306 msnm) la Garrotxa i Osona, el Far (1.123 msnm) la Garrotxa i la Selva (Sant Miquel de les Formigues, o Solterra, 1230 msnm.), Puigsou (991 msnm) Gironès
Corb (933) la Garrotxa, Sant Julià del Mont (903 msnm) la Garrotxa, volcà de Santa Margarida (682 msnm) la Garrotxa, volcà de Montolivet (541 msnm) la Garrotxa, volcà de la Garrinada (535 msnm) la Garrotxa, volcà del Montsacopa (504 msnm) la Garrotxa., Puig de Santa Magdalena a Maià de Montcal, la Garrotxa (331 m).
A nivell hidrològic és dominat pels rius Ter i Fluvià i desenes de rieres que acaben drenant cap a aquests cursos. La Riera Major, que neix a les Guilleries (La Selva), drena cap a la Tordera. Pel sud és travessat per l'Eix Transversal.

## Galeria d'imatges

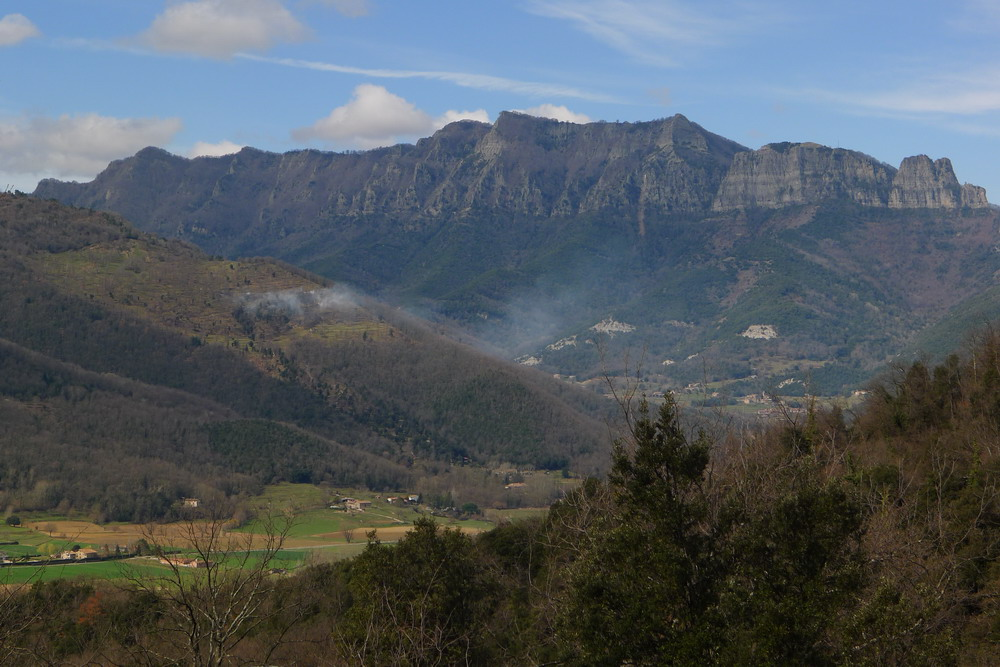
El Puigsacalm vist des de la Vall d'en Bas
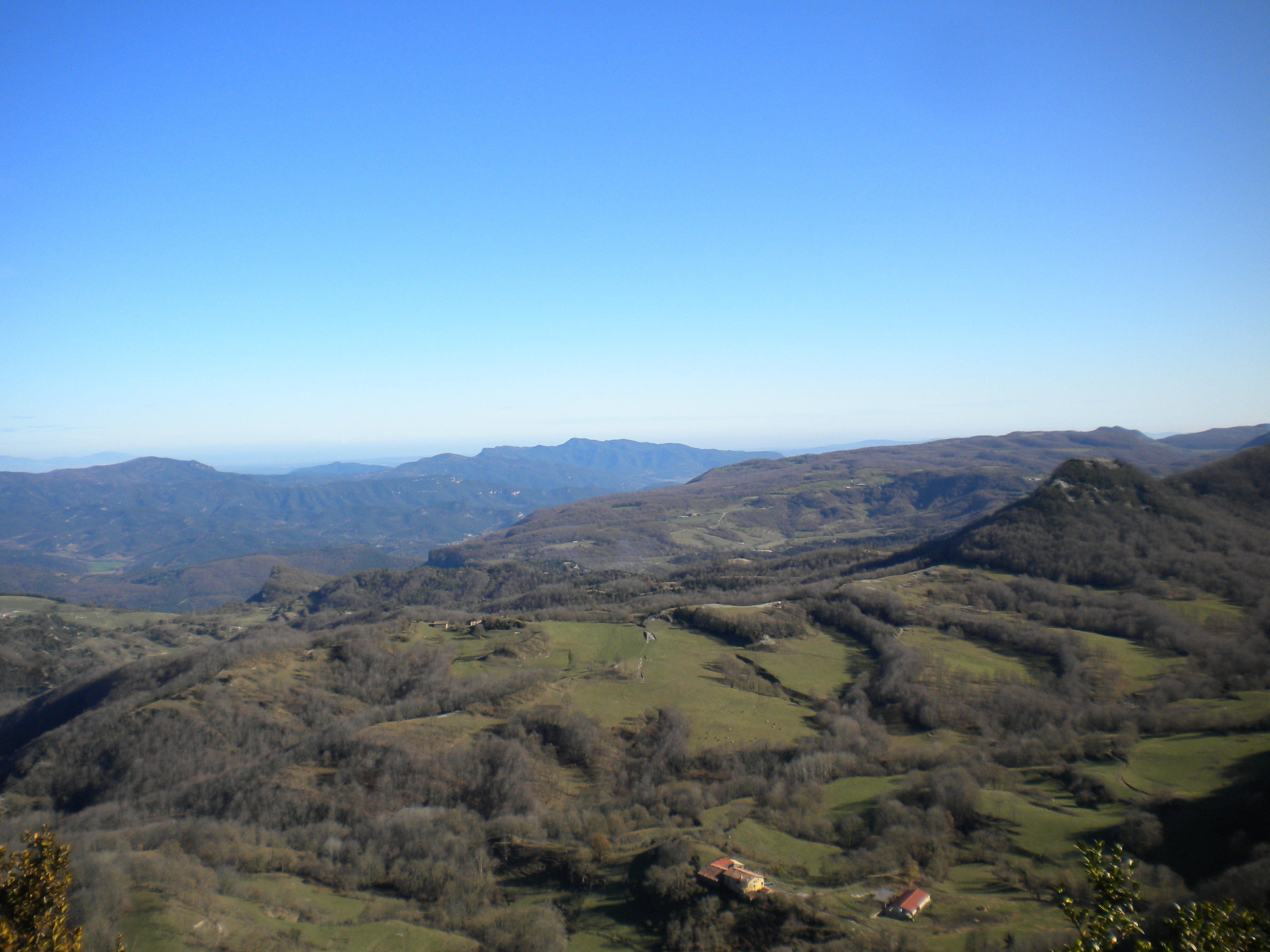
La Serralada Transversal vista des de la serra de Cabrera